# Bohars
Bohars (tiếng Breton: Boc'harzh) là một xã của tỉnh Finistère, thuộc vùng Bretagne, miền tây bắc Pháp.

## Dân số
Người dân ở Bohars được gọi là Boharsiens.